# Palm Beach Music and Art Festival
Das Palm Beach Music and Art Festival, auch bekannt als Palm Beach Pop Festival, war ein Rockfestival, das am Thanksgiving-Wochenende vom 28. bis zum 30. November 1969 auf dem Palm Beach International Raceway in Palm Beach, Florida, USA, stattfand.
Die lokalen Behörden versuchten, das Festival zu verhindern, doch der Veranstalter David Rupp setzte sich durch. Das Wetter war nass und kalt, es fehlte an Lebensmitteln und Sanitäranlagen. Dennoch zählte das Festival um die 40.000 Besucher, von denen etliche die 20 $ Eintritt umgingen.
Das musikalische Programm wurde am Freitag von Iron Butterfly eröffnet und am frühen Montagmorgen von den Rolling Stones abgeschlossen, die auf ihrer Gimme-Shelter-Tour waren.
In den lokalen Medien wurde nach dem Festival berichtet, dass es 130 Drogenüberdosen gegeben habe und ebenso viele Verhaftungen, darüber hinaus zahlreiche kleinere Notfälle und einen Toten, der von einem Transportfahrzeug angefahren worden war. Für den Veranstalter war das Festival ein massives Verlustgeschäft.

## Bands und Musiker
Außer Iron Butterfly und den Rolling Stones traten unter anderem auf: Janis Joplin, Johnny Winter, Spirit, Sly & the Family Stone, Vanilla Fudge, King Crimson, Jefferson Airplane, The Byrds, Grand Funk Railroad, Country Joe & the Fish, Chicago Transit Authority, The Chambers Brothers und The Moody Blues.